# Heizkraftwerk Cottbus
Das Heizkraftwerk Cottbus ist ein Heizkraftwerk in Cottbus. Seit 2022 ist am Standort eine neue BHKW-Anlage auf Erdgas-Basis in Betrieb, welche zusätzlich durch einen Wärmespeicher ergänzt wird.

## Geschichte
Das alte Heizkraftwerk in Cottbus wurde 1968 mit anfänglich vier Dampfkesseln in Betrieb genommen. Zwei baugleiche 110 Meter hohe Stahlbetonschornsteine wurden 1975 fertiggestellt und vier weitere Dampfkessel wurden 1980 errichtet. 1992 wurde die Vorentscheidung zur Stilllegung des alten Heizkraftwerkes zum Jahre 1999 beschlossen.

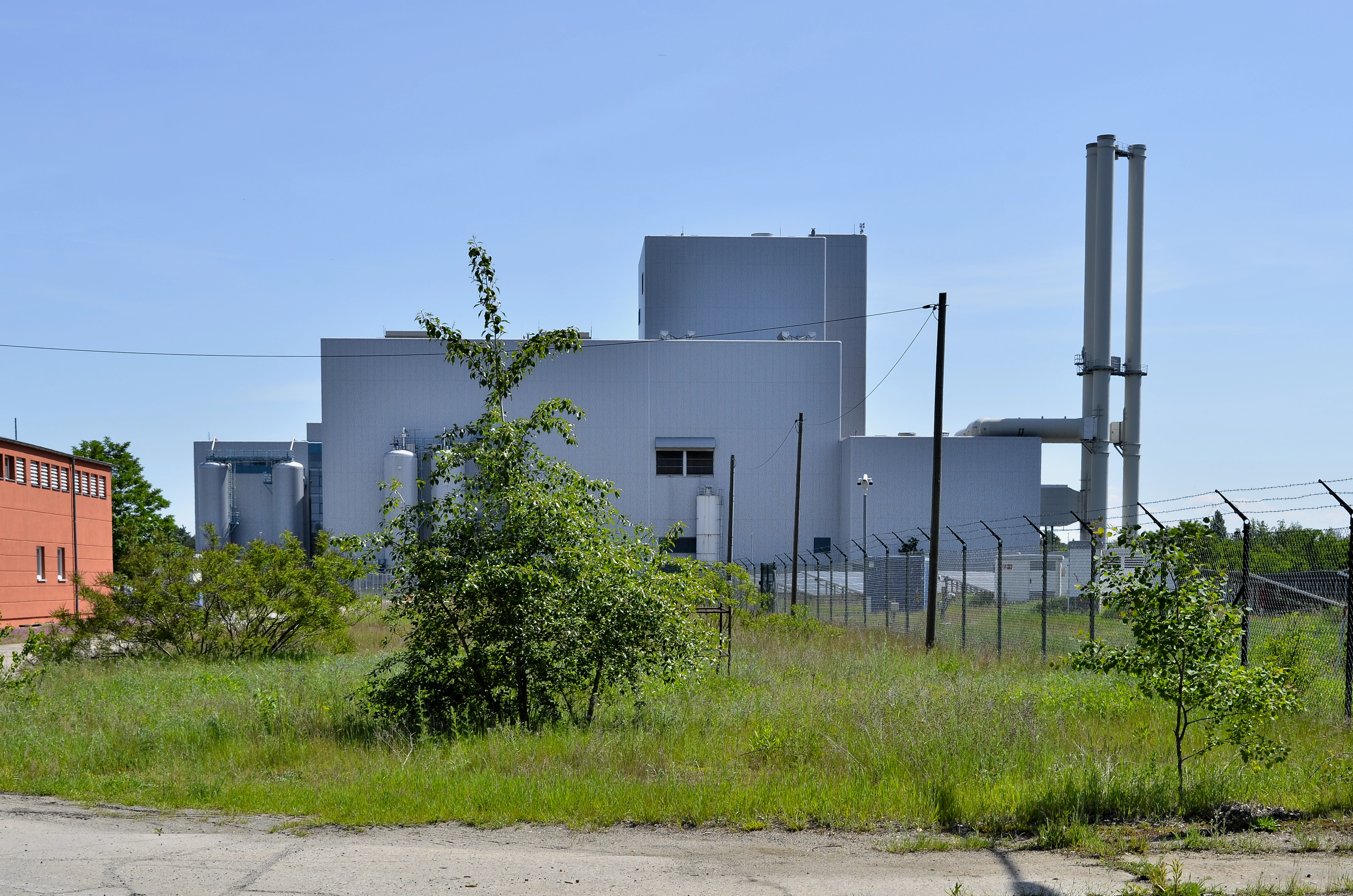
Ansicht von Westen

Am 9. Mai 1997 erfolgte die Grundsteinlegung für das neue Heizkraftwerk. Der Probebetrieb konnte am 23. April 1999 aufgenommen werden und ab dem 16. Dezember 1999 erfolgte der kommerzielle Betrieb. Das alte Heizkraftwerk stellte schon im Juni 1999 den Betrieb ein. Die Sprengung der beiden Schornsteine des alten Heizkraftwerkes erfolgte am 15. Juli 2000. Im Jahre 2000 galt das Heizkraftwerk Cottbus als eines der modernsten Braunkohlekraftwerke und weltweit erstes mit Druckwirbelschichtverbrennung (PFBC – Pressurized Fluidized Bed Combustion / Druckwirbelschichtverbrennung). Auf der Expo 2000 war das Heizkraftwerk ein Vorzeigeobjekt. Es stellte sich jedoch später heraus, dass die Technik nicht ausgereift und störanfällig war. Im Jahre 2005 wurde bekannt, dass das Heizkraftwerk Millionenverluste verursachte. 2006 übertrug die Stadt Cottbus im Rahmen einer Sanierung 74,9 Prozent an die DKB Proges GmbH.
2018 wurde bekannt, dass die Stadt plant, das Heizkraftwerk stillzulegen und bis 2022 ein Gaskraftwerk zu bauen. Dadurch soll sowohl die Schadstoffbelastung des Umlandes u. a. mit Feinstaub und Quecksilber als auch der Kohlenstoffdioxidausstoß deutlich reduziert werden; zudem sei die Entscheidung aus wirtschaftlichen Gründen getroffen worden. Der Kohleliefervertrag für das Heizkraftwerk mit der LEAG endet am 31. Dezember 2019.
Im Mai 2019 wurde mit dem Bau des neuen Blockheizkraftwerks begonnen. Am 24. November 2022 wurde das Kraftwerk inkl. Druckwärmespeicheranlage nach dreieinhalb Jahren Bauzeit in Betrieb genommen. Vorher wurde der Druckwirbelschichtkessel auf Braunkohlebasis stillgelegt.

## Technik

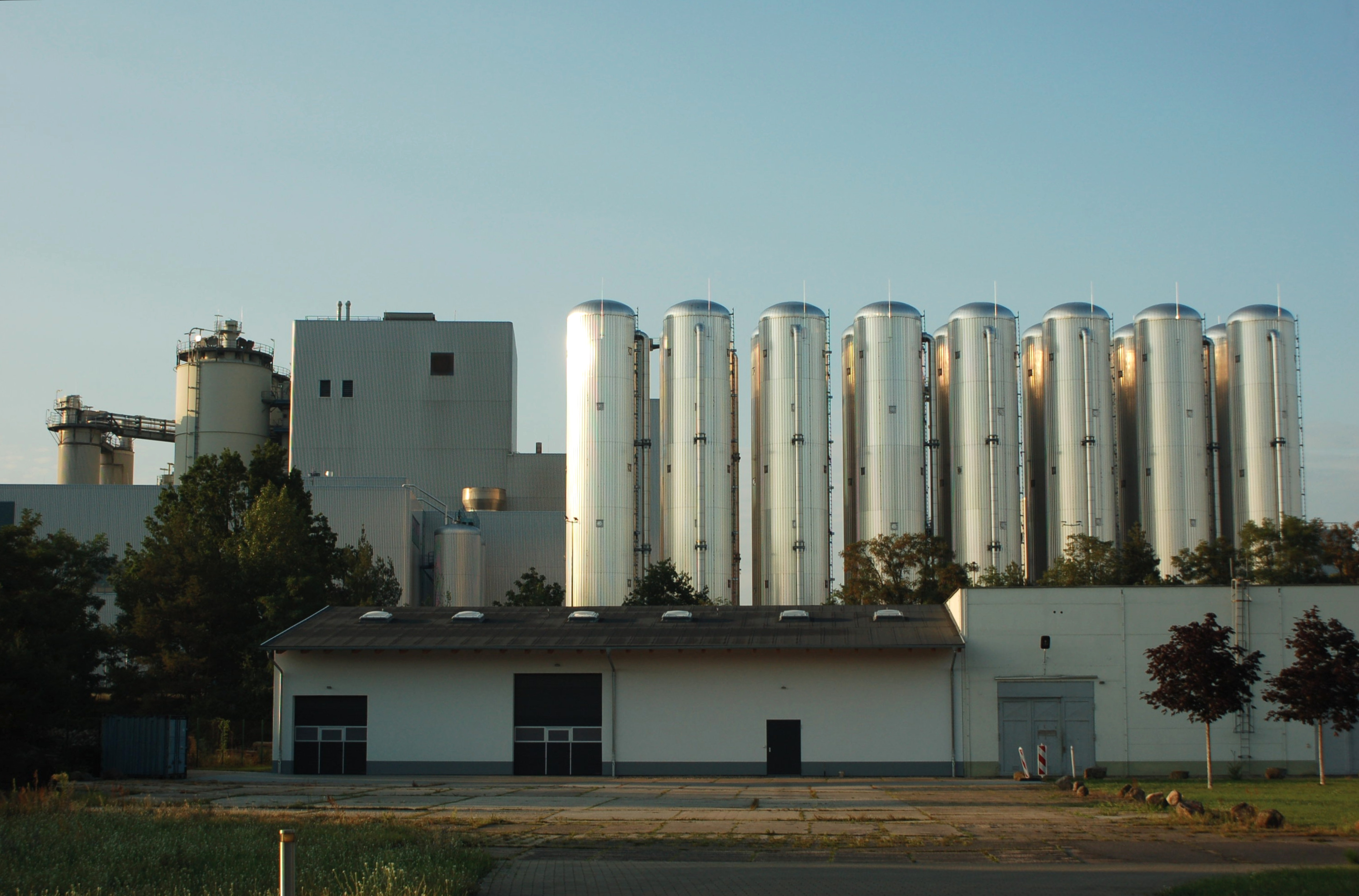
Behälter der Druckwärmespeicheranlage

Zur Braunkohlezeit arbeitete das Kraftwerk mit einem druckaufgeladenen Wirbelschichtkessel, der Dampf für eine Hoch- und eine Niederdruckdampfturbine lieferte. Diese verfügte über eine Mittel- und eine Niederdruckstufe und war für die Auskopplung von thermischer Energie in das Fernwärmenetz von Cottbus ausgelegt. Durch die Kraft-Wärme-Kopplung lag der Gesamtwirkungsgrad des Kraftwerkes höher als bei Kraftwerken, die nur der Stromerzeugung dienen. Inklusive Fernwärmeauskopplung konnten bis zu 70 % der im Brennstoff enthaltenen Energie genutzt werden. Inklusive der Spitzenlastkessel für die Fernwärmeversorgung verfügte das Kraftwerk über 74 MW elektrischer Leistung und 120 MW thermischer Leistung.

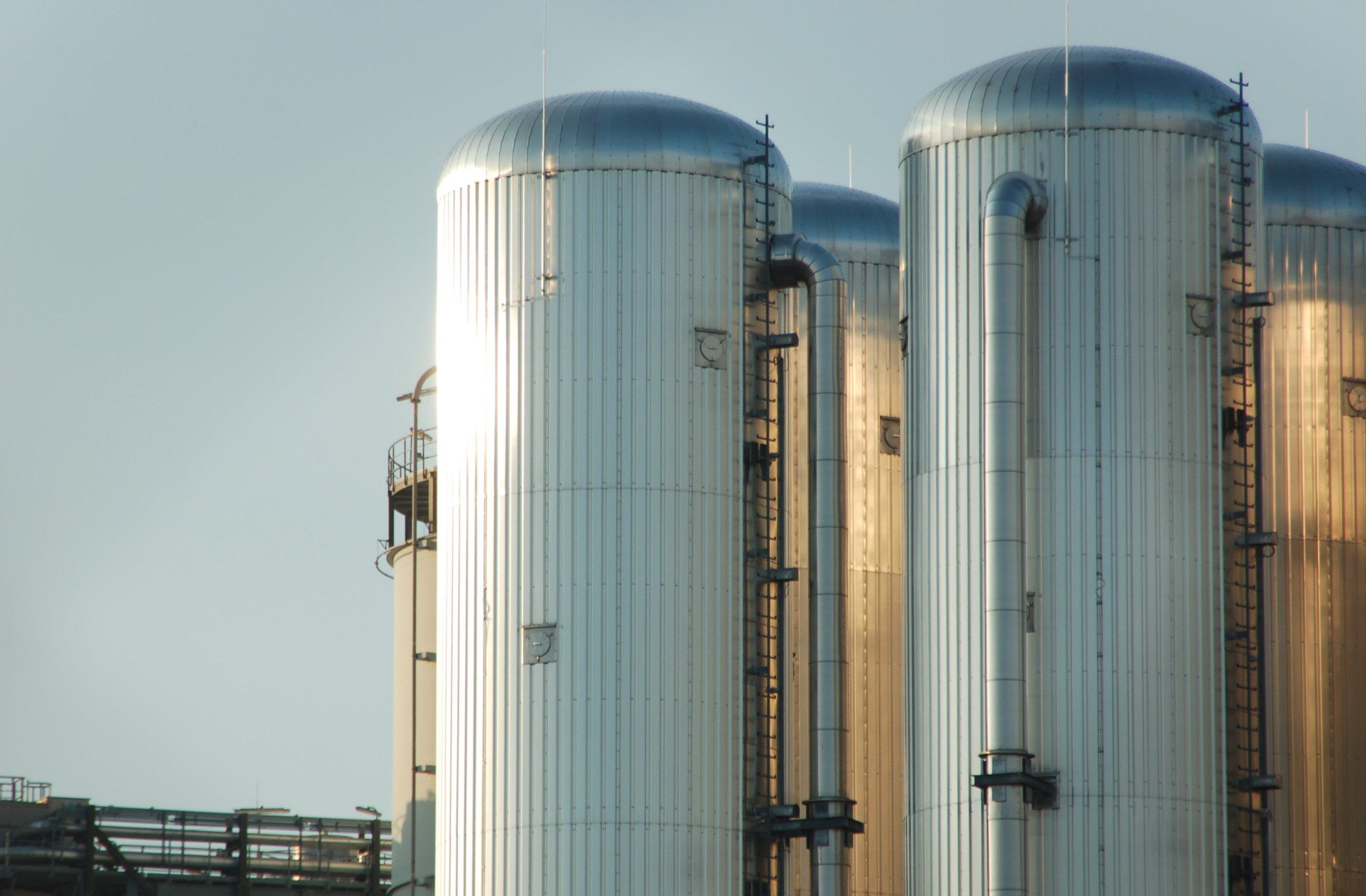
Detailansicht

Pro Stunde konnten in dem Wirbelschichtkessel 39 Tonnen Braunkohle verfeuert werden; hierbei fielen ca. 3 Tonnen Asche an. Zudem wurden pro Stunde 0,6 Tonnen Kalkstein für die Rauchgasentschwefelung und 0,4 Tonnen Quarzsand für die Sicherung des Wirbelbetts verbraucht. Insgesamt verbrannte das Kraftwerk pro Jahr ca. 200.000 Tonnen Braunkohle. Der Kohlekessel hatte eine maximale Dampfmenge von 240 Tonnen pro Stunde bei 142 Bar Frischdampfdruck. Das Heizkraftwerk verfügte auch über zwei Naturumlauf-Spitzenlastdampferzeuger, die wahlweise mit Erdgas oder Heizöl befeuert werden konnten. Diese konnten ebenfalls auf die 35-Bar-Dampfsammelschiene einspeisen und somit auch die 50-MW-Niederdruckdampfturbine mit Dampf versorgen. Die Dampfparameter pro Kessel betrugen 120 t/h bei maximal 36 Bar Druck.
Die 2022 in Betrieb genommene BHKW-Anlage verfügt über fünf Gasmotoren des Herstellers INNIO Jenbacher die je 10,4 MW elektrisch und thermisch erzeugen können. Zusätzlich wurde eine aus 16 Behältern bestehende Druckwärmespeicheranlage mit einer Kapazität von 300 MWh gebaut.

## Besonderheiten
Das Cottbuser Heizkraftwerk war das weltweit einzige Kraftwerk auf Braunkohle-Basis, welches eine Druckaufgeladene Wirbelschichtverbrennung in Verbindung mit einer Rauchgasturbine zur kommerziellen Strom- und Wärmeerzeugung nutze.